# Regierung Picqué IV

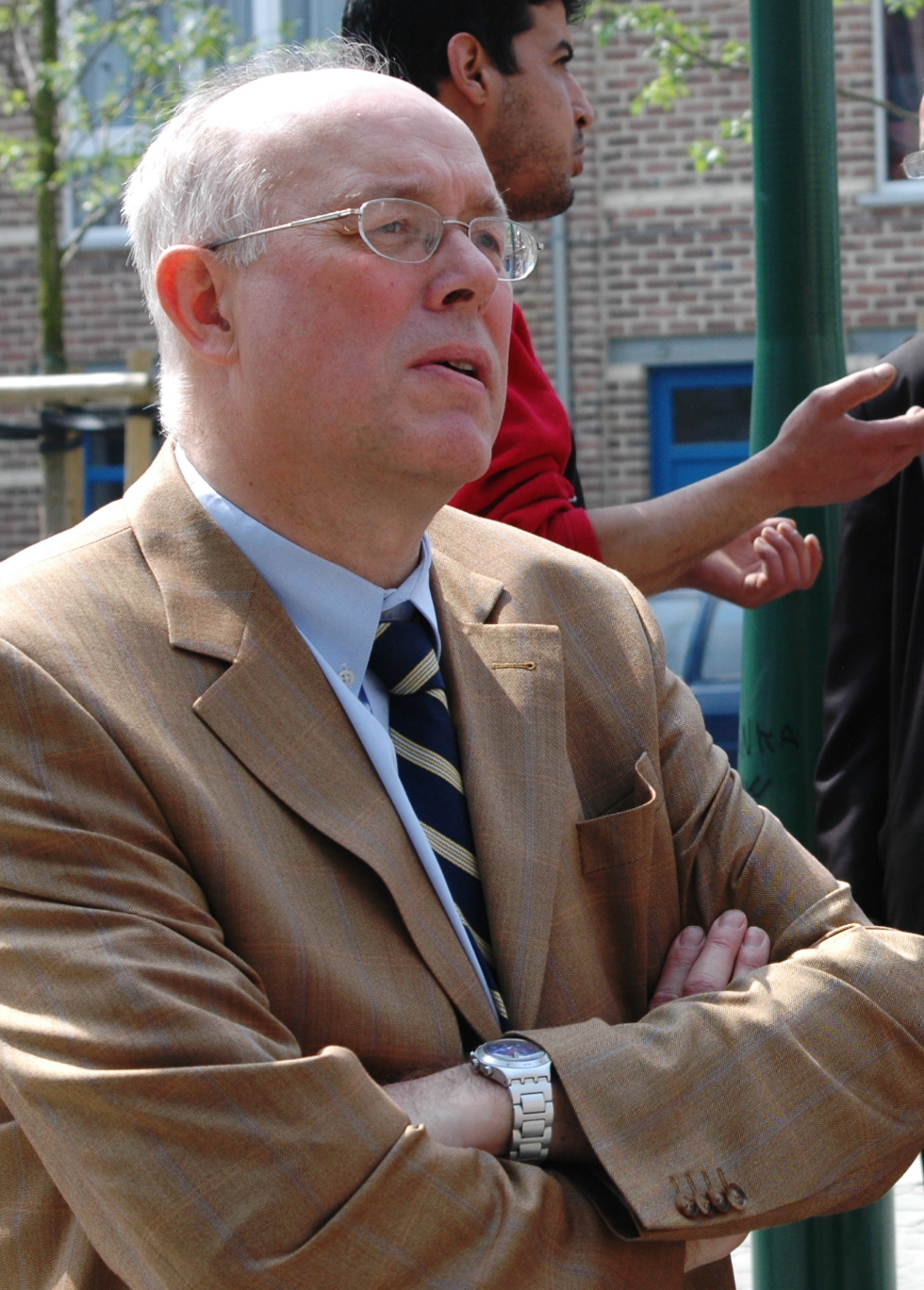
Charles Picqué, Ministerpräsident

Die Regierung Picqué IV ist die Regierung der Region Brüssel-Hauptstadt (oder auch Brüsseler Regierung), die nach den Regionalwahlen 2009 und für die Legislaturperiode 2009–2014 auf französischsprachiger Seite aus Sozialisten (PS), Christdemokraten (cdH) und Grünen (Ecolo) („Olivenbaum-Koalition“, in Anlehnung an das italienische Mitte-links-Bündnis L’Ulivo) und auf niederländischsprachiger Seite aus Liberalen (Open Vld), Christdemokraten (CD&V) und Grünen (Groen) („Jamaika-Koalition“, in Anlehnung an die schwarz-gelb-grüne Jamaika-Koalition Deutschlands) gebildet wurde. Somit wurde im Vergleich zur Regierung Picqué III (2004–2009) die bestehende Koalition auf französischsprachiger Seite fortgesetzt, während auf flämischer Seite die Grünen die Sozialdemokraten (sp.a) ersetzen. Der scheidende Ministerpräsident Charles Picqué (PS) führt die Brüsseler Regierung zu seiner vierten Amtszeit an. Am 7. Mai 2013 übergab Picqué das Amt des Ministerpräsidenten an seinem Nachfolger Rudi Vervoort.

## Zusammensetzung
Die Zusammensetzung sieht wie folgt aus:
- Ministerpräsident: Charles Picqué (PS), ebenfalls Minister für lokale Behörden, Raumordnung, Denkmalschutz, öffentliche Sauberkeit, Entwicklungszusammenarbeit und Förderung des nationalen und internationalen Statuts Brüssels
- Minister:
  - Jean-Luc Van Raes (Open Vld), Minister für Finanzen, den Haushalt, öffentliches Amt, Außenbeziehungen und Förderung des nationalen und internationalen Statuts Brüssels
  - Evelyne Huytebroek (Ecolo), Ministerin für Umwelt, Energie, Wasserpolitik, städtische Erneuerung, Brandbekämpfung und dringenden medizinische Versorgung, Wohnungsbau und Aufsicht über die Regionale Entwicklungsgesellschaft
  - Brigitte Grouwels (CD&V), Ministerin für öffentliche Arbeiten, Mobilität, regionale und kommunale Informatik und Chancengleichheit
  - Benoît Cerexhe (cdH), Minister für Beschäftigung, Wirtschaft, Landwirtschaft, Außenhandel, wissenschaftliche Forschung und Aufsicht über die Regionale Entwicklungsgesellschaft
- Staatssekretäre:
  - Rachid Madrane (PS), Staatssekretär für Städtebau und Müllentsorgung und -verarbeitung
  - Bruno De Lille, (Groen), Staatssekretär für sanfte Mobilität, Chancengleichheit und öffentliches Amt
  - Christos Doulkeridis (Ecolo), Staatssekretär für Wohnungswesen und Brandbekämpfung und dringenden medizinische Versorgung

## Zusammensetzung in der gemeinsamen Gemeinschaftskommission
In der gemeinsamen Gemeinschaftskommission, die gewisse Zuständigkeiten der Gemeinschaften auf dem Gebiet der Region Brüssel-Hauptstadt ausübt, sieht die Zusammensetzung des Vereinigten Kollegiums (d. h. der Exekutiven) wie folgt aus:
- Präsident: Charles Picqué, zuständig für die allgemeine Koordinierung der Politik des Kollegiums
- Mitglieder:
  - Jean-Luc Van Raes und Benoît Cerexhe, gemeinsam zuständig für die Gesundheitspolitik
  - Brigitte Grouwels und Evelyne Huytebroek, gemeinsam zuständig für die Politik der Personenhilfe
  - Brigitte Grouwels und Benoît Cerexhe, gemeinsam zuständig für das öffentliche Amt
  - Jean-Luc Van Raes und Evelyne Huytebroek, gemeinsam zuständig für die Finanzen, den Haushalt und die Außenbeziehungen